# Phyllotis osilae
El pericote del pastizal (Phyllotis osilae) es una especie de roedor del género Phyllotis de la familia Cricetidae. Habita en el centro-oeste de Sudamérica.

## Taxonomía
Esta especie fue descrita originalmente en 1901 por el zoólogo estadounidense Joel Asaph Allen.
Localidad tipo
La localidad tipo, interpretada por Pearson en 1958, es: “Osila (= Asillo), departamento de Puno, 27 km al este-nordeste de Ayaviri, a una altitud de 3962 msnm, Perú”.
Caracterización y relaciones filogenéticas
En un bosque de nogales criollos de la localidad de Higuerillas, departamento de Valle Grande, Jujuy (Argentina), Emilio Budin colectó pericotes a los que el zoólogo Oldfield Thomas en 1921 describiría como una buena especie: el pericote de los nogales (Phyllotis nogalaris). Autores posteriores la refirieron como una subespecie de Phyllotis osilae, es decir: Phyllotis osilae nogalaris, sin embargo, en el año 2016, luego de realizar análisis morfológicos, morfométricos y moleculares basados en nuevas muestras, un equipo de zoólogos integrado por J. Pablo Jayat, Pablo E. Ortiz, Rodrigo González y Guillermo D'Elía elevó a ese taxón a la consideración nuevamente como especie plena,  tal como sospechaba Juan Carlos Chébez en el año 2009.

## Distribución geográfica
Esta especie se distribuye en áreas puneñas y yungueñas en las laderas orientales de los Andes, desde el centro-sur del Perú (departamento del Cuzco) y el oeste de Bolivia (en altitudes entre 3400 y 4900 m s. n. m.), siendo asignadas a otras especies las poblaciones citadas para el noroeste de la Argentina.

## Conservación
Según la organización internacional dedicada a la conservación de los recursos naturales Unión Internacional para la Conservación de la Naturaleza (IUCN), al no poseer mayores peligros y vivir en muchas áreas protegidas, la clasificó como una especie bajo “preocupación menor” en su obra: Lista Roja de Especies Amenazadas.